# Idães
Idães es una freguesia portuguesa del concelho de Felgueiras, con 7,25 km² de superficie y 2.505 habitantes (2001). Su densidad de población es de 345,5 hab/km².